# Nolina matapensis
Nolina matapensis es una especie de planta perteneciente a la familia de las asparagáceas. Es originaria de  

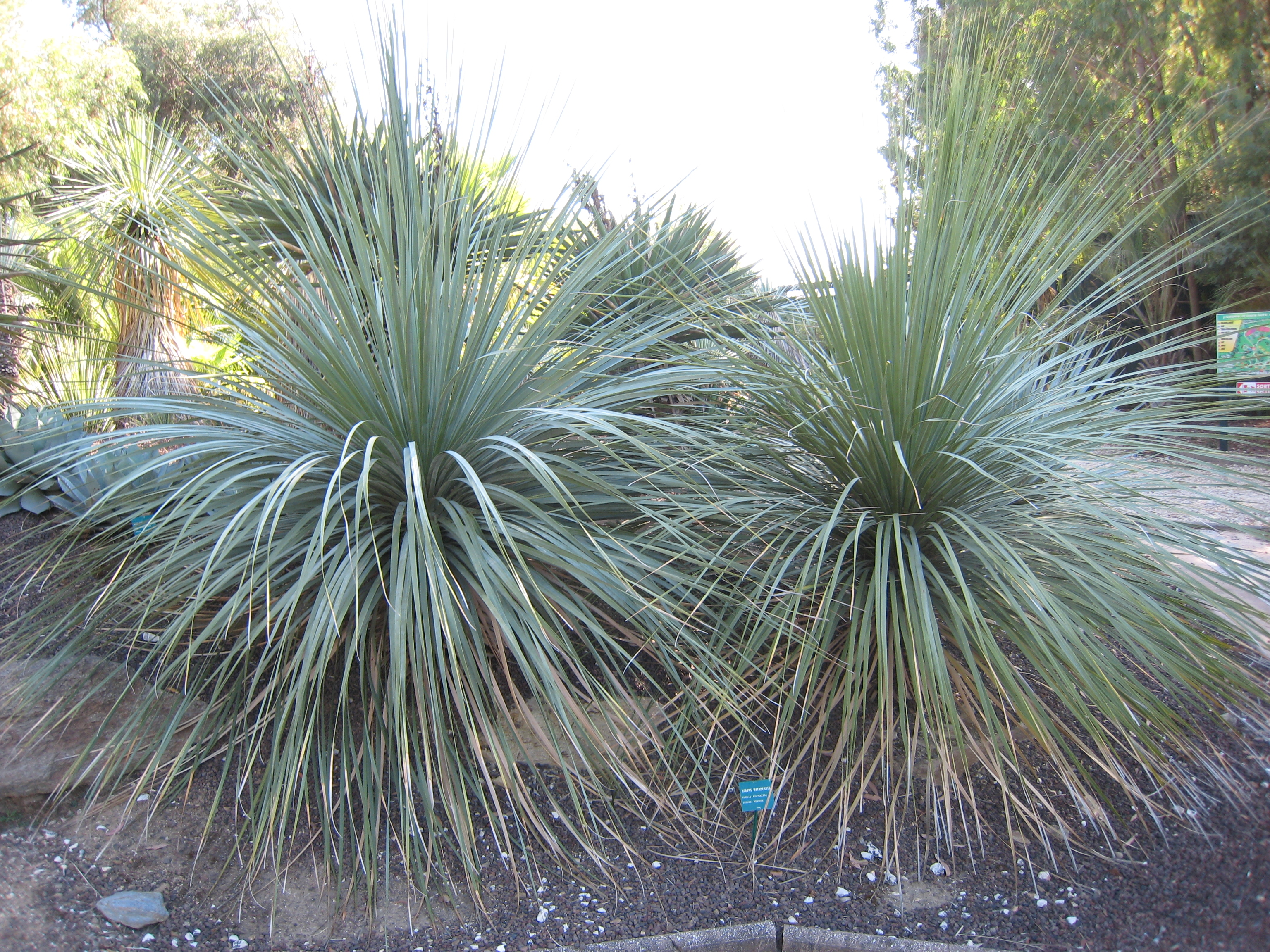
Vista de la planta

Norteamérica.

## Descripción
Nolina matapensis tiene forma de árbol con un tamaño de 3 a 10 m de altura. La base del tronco está hinchada con  15 a 50 cm de diámetro. Las hojas son herbáceas de color verde brillante, lineales de 60 a 100 cm de largo por 10 - 15 mm de ancho. Los márgenes de las hojas están finamente dentados. La inflorescencia es de 0,5 a 2 m de largo, con  numerosas ramificaciones. Las flores son de color  blanco a color crema, de 2 mm de diámetro. El periodo de floración es de abril a junio. El fruto en forma de cápsulas semillas esféricas de color marrón de 2-3 mm de diámetro.
Nolina matapensis es resistente a temperaturas de -8 °C. 

## Distribución y hábitat
Nolina matapensis  es una especie rara. Se encuentra en México en los estados de Sonora y Chihuahua distribuidas en elevaciones desde 1800 hasta 2000 m,  en el bosque. Está aislada geográficamente y tiene similitudes con la especie endémica de Baja California Nolina beldingii.

## Taxonomía
Nolina matapensis fue descrita por Ira Loren Wiggins y publicado en Contributions from the Dudley Herbarium 3(3): 65–66, pl. 14, f. 1–5, en el año 1940.
Etimología
Nolina: nombre genérico otorgado en honor del botánico francés  Abbé P. C. Nolin, coautor del trabajo publicado 1755 Essai sur l'agricultura moderne.
matapensis: epíteto geográfico que alude a su localización en Matape.